# Пфаффинг (Фёклабрукк)
Пфаффинг (нем. Pfaffing) — община (нем. Gemeinde) в Австрии, в федеральной земле Верхняя Австрия.
Входит в состав округа Фёклабрукк. Население составляет 1368 человек (на 31 декабря 2005 года). Занимает площадь 13 км². Официальный код — 41723.

## Политическая ситуация
Бургомистр общины — Йохан Хофингер (СДПА) по результатам выборов 2003 года.
Совет представителей общины (нем. Gemeinderat) состоит из 19 мест.
- СДПА занимает 11 мест.
- АНП занимает 8 мест.